# Tiểu đoàn Azov

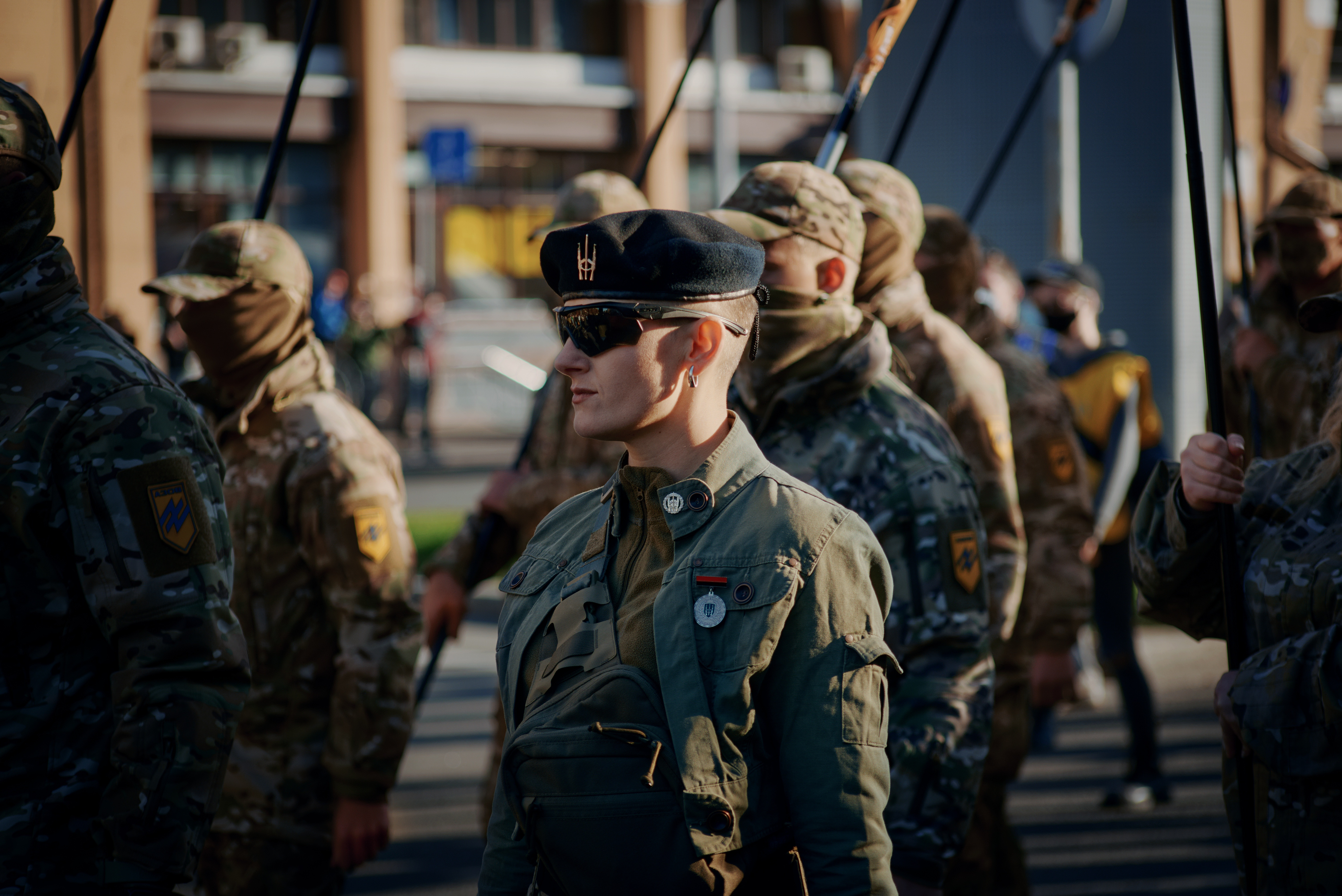
Lực lượng tiểu đoàn Azov

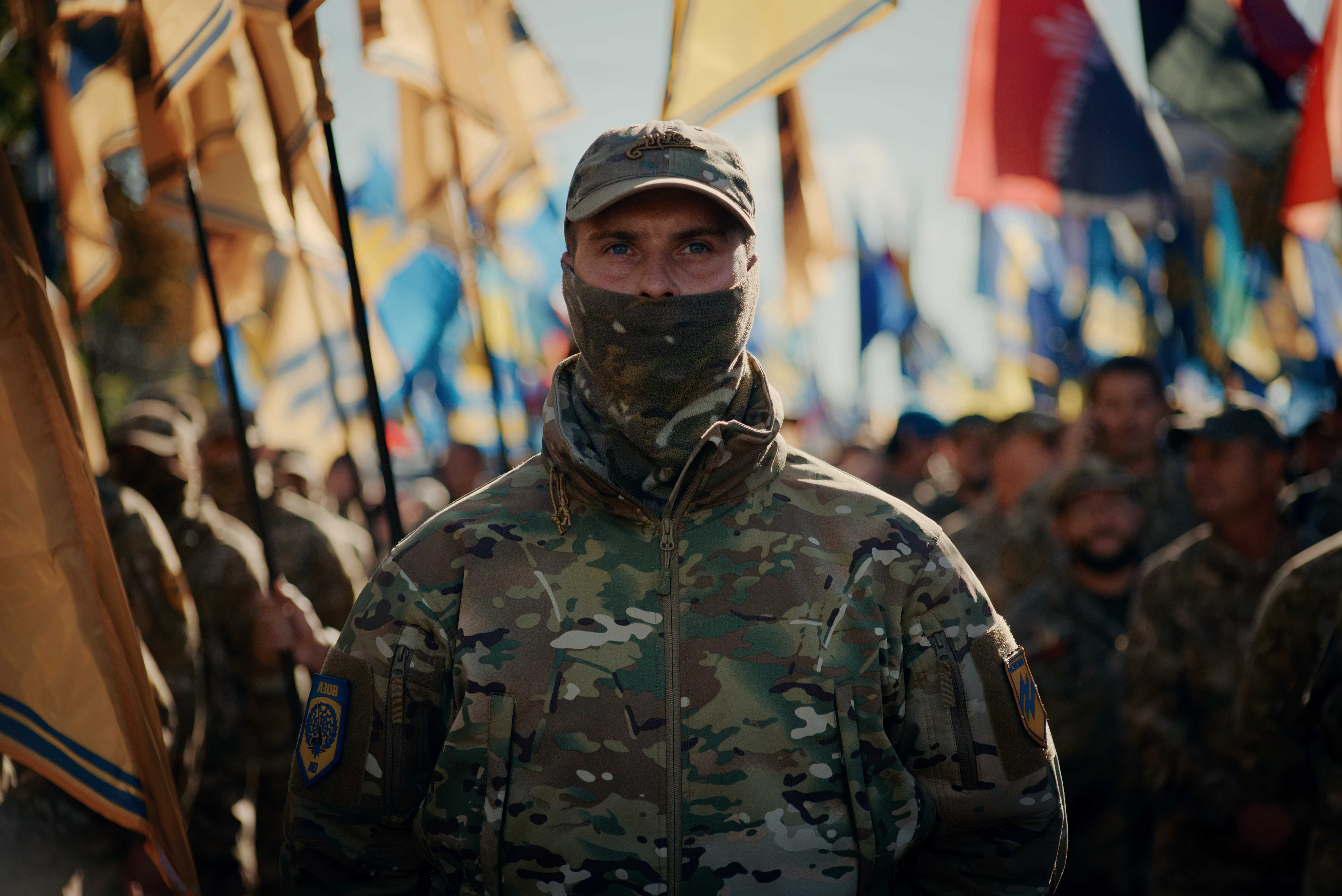
Chỉ huy của lực lượng Azov

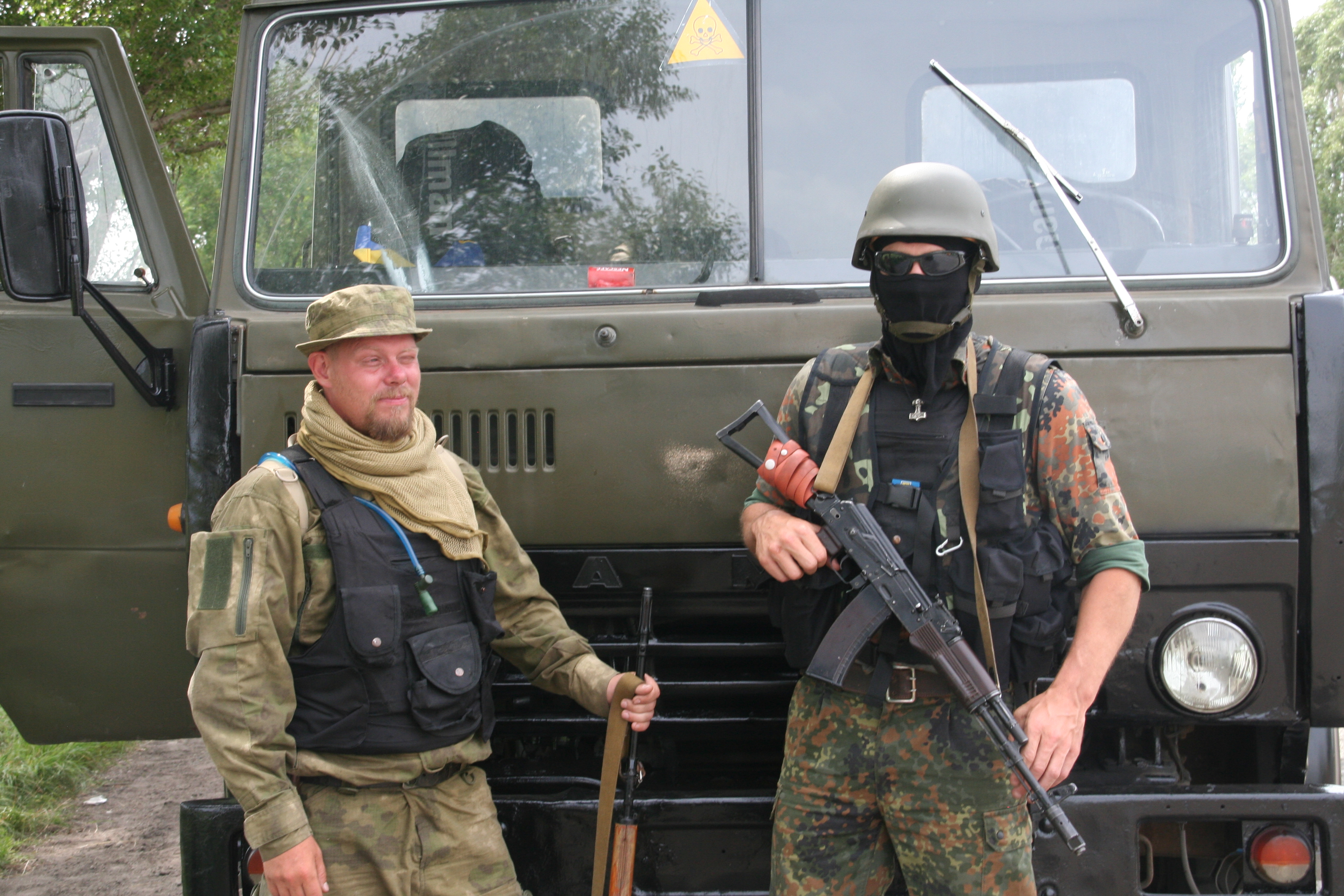
Hai tay súng của Tiểu đoàn Azov

Binh đoàn Azov hay còn gọi là Biệt đội Tác chiến Đặc biệt Azov (tiếng Ukraina: Окремий загін спеціального призначення «Азов»; chữ Latinh: Okremyi zahin spetsialnoho pryznachennia "Azov") còn được gọi là Lữ đoàn Azov (Полк Азов/Polk Azov) là một lực lượng vũ trang theo chủ nghĩa Tân phát xít thuộc biên chế Lực lượng Vệ binh Quốc gia Ukraina. Binh đoàn này có căn cứ chính tại Mariupol thuộc vùng duyên hải của biển Azov. Lực lượng đã thu hút sự chú ý ttrong cuộc xâm lược Ukraina của Nga. Tổng thống Nga Vladimir Putin cáo buộc rằng Ukraina bị các lực lượng cực hữu, chẳng hạn như Azov, kiểm soát và đưa ra "phi phát xít hóa" làm lý do cho cuộc xâm lược. Trung đoàn Azov đã đóng vai trò nổi bật trong cuộc bao vây Mariupol và đã thực hiện cuộc kháng cự cuối cùng trong trận Azovstal ở Nhà máy thép Azovstal. Cuộc bao vây kết thúc khi một số lượng lớn chiến binh của tiểu đoàn này bao gồm cả chỉ huy Denys Prokopenko đã phải đầu hàng lực lượng Nga theo lệnh của bộ tư lệnh cấp cao Ukraina. Đơn vị này đã bị Nga  chỉ định là một nhóm khủng bố kể từ tháng 8 năm 2022. Tiểu đoàn Azov là tiền thân của Trung đoàn Kraken, một lực lượt khét tiếng lì lợm khác của quân Ukraina.

## Lịch sử
Ban đầu lực lượng này hoạt động như một đại đội cảnh sát tình nguyện, cho đến khi được chính thức hợp nhất vào Vệ binh Quốc gia vào ngày 11 tháng 11 năm 2014. Ban đầu, Binh đoàn Azov thành lập với vai trò là một lực lượng dân quân bán quân sự tình nguyện vào tháng 5 năm 2014 và kể từ đó lực lượng này đã chiến đấu, giao tranh quyết liệt với Lực lượng ly khai thân Nga ở Donbas trong Chiến tranh Donbas, trong đó Binh đoàn Azov đã tham gia trận chiến Mariupol vào tháng 5 đến tháng 6 năm 2014 khi Chính phủ Ukraina tái chiếm Mariupol từ các lực lượng Nga và phe ly khai thân Nga vào tháng 6 năm 2014. Trong cuộc tấn công của Nga vào Ukraine năm 2022, tư tưởng tân phát xít cùng các hoạt động của binh đoàn này đã được Nga sử dụng như một trong những lý do để xâm lược Ukraine và cũng như công cụ tuyên truyền trong Cuộc vây hãm Mariupol (nơi binh đoàn này đóng vai trò quan trọng trong việc phòng thủ thành phố). Binh đoàn Azov đã chống trả quyết liệt, gây tổn thất cho Quân đội Nga và là một mục tiêu hàng đầu mà Nga luôn muốn xóa sổ. 
Binh đoàn Azov đã gây tranh cãi về các cáo buộc tra tấn và tội ác chiến tranh cũng như mối liên kết với hệ tư tưởng tân Quốc xã với việc Binh đoàn Azov sử dụng các biểu tượng gây tranh cãi kể cả việc sử dụng biểu tượng sói (Wolfsangel) được lực lượng SS của Đức Quốc xã trước đây từng sử dụng. Vào tháng 3 năm 2015, Andriy Diachenko, phát ngôn viên của Binh đoàn Azov, nói với báo USA Today rằng có từ 10% đến 20% thành viên của Binh đoàn là theo hệ tư tưởng tân Quốc xã, tuy nhiên, con số thực tế có thể cao hơn, cũng như phần lớn các thành viên còn lại có xu hướng thân cận với chủ nghĩa dân tộc cực đoan. Vào tháng 4 năm 2022, nhà sử học người Israel và là thợ săn Đức Quốc xã Efraim Zuroff đã bác bỏ những tuyên bố rằng các cáo buộc chống lại trung đoàn Azov là một phần của thông tin sai lệch từ tuyên truyền của Nga. Ông giải thích trong một cuộc phỏng vấn với Ottawa Citizen: "Đó không phải là tuyên truyền của Nga, hoàn toàn không phải vậy. Những người này là những kẻ theo chủ nghĩa tân Quốc xã và có một bộ phận cực hữu ở Ukraina và thật vô lý khi cố tình lờ nó đi". Nhà báo Lev Golinkin viết bài vào năm 2023 cho biết ông tin rằng chưa bao giờ có sự phi chính trị hóa thực sự, và chỉ trích cách truyền thông phương Tây đưa tin về lữ đoàn sau cuộc xâm lược, viết rằng "đối với phương Tây, việc tôn vinh những người theo chủ nghĩa tân Quốc xã là điều hợp lý vì họ đang chiến đấu với Nga". Viết trên tạp chí Tablet, nhà báo Vladislav Davidzon đã chỉ trích Golinkin vì "nói năng thiếu suy nghĩ" và đang bị "ám ảnh về Đức Quốc xã ở Ukraina". Mặt khác, những người khác lại cho rằng Azov chưa phi chính trị hóa và vẫn là một tổ chức cực hữu, chẵng hạn như Ivan Gomza và Johann Zajaczkowski trong nghiên cứu năm 2019 của họ đã xác định Azov là một phần của cực hữu Ukraina và lập luận rằng có tới 57% thành viên của tổ chức này là những tác nhân chính trị.